# Klockorna
Klockorna ("De klokken") is een compositie van Hugo Alfvén. Alfvén schreef een lied voor zijn vriend en bariton John Forsell. Hij was dan ook degene die de eerste uitvoering mocht zingen op 17 november 1900. Wilhelm Stenhammar gaf leiding aan koor en orkest van de Kungliga Hovkapellet, waarvan Forsell ook lid was. Alfvén schreef veel toonzettingen van gedichten, maar uiteindelijk orkestreerde hij er maar twee: Klockorna en En båt. Klockorna maakt gebruik van een gelijknamige tekst van Frithiof Holmhgren. Alfvén pakte juist dit gedicht op omdat hijzelf wilde proberen diverse muziekinstrumenten als kerkklokken te laten klinken. Een van de pogingen was voor twee piano’s, waarbij er meer studie nodig was voor het pedalengebruik dan voor de muziekpartij. Alfvén vond zijn pogingen geslaagd en liet het werk als dirigent ook buiten Zweden horen. 
Het lied bestaat uit één deel en is geschreven voor:
- bariton
- 2 dwarsfluiten, 2 hobo’s, 2 klarinetten, 2 fagotten
- 4 hoorns, 3 trompetten, 3 trombones, 1 tuba
- pauken, 3 man/vrouw percussie (onder meer tamtam), 2 piano's
- violen, altviolen, celli, contrabassen

## Discografie
- Uitgave Sterling Records: Karl-Magnus Fredrickson, Symfonieorkest van Gävle o.l.v. Stefan Parkman